# Marsyas
Pour les articles homonymes, voir Marsyas (homonymie).

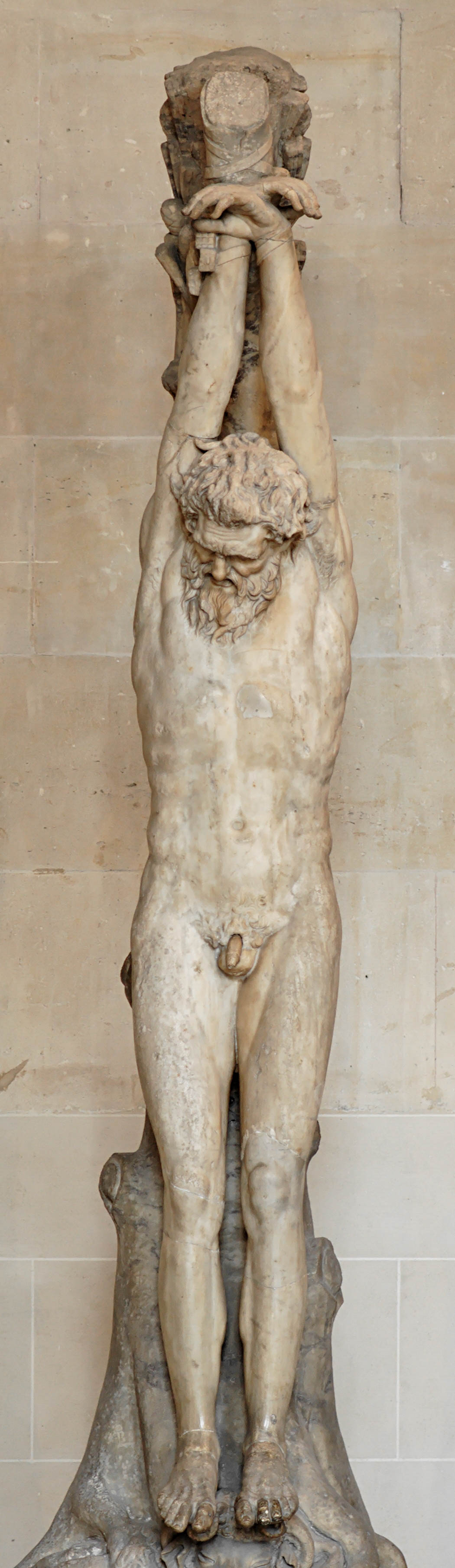
Rome,, Marsyas supplicié, marbre, 2,56 m., Paris, musée du Louvre, collection Borghèse.

Dans la mythologie grecque, Marsyas (en grec ancien Μαρσύας / Marsýas), fils d'Olympos (ou d'Œagre selon certaines versions, qui font d'Olympos un simple disciple ; ou d'Hyagnis, un homme) est un satyre phrygien.
Les traditions phrygiennes lui attribuent l'invention de la musique et divers chants religieux en l'honneur de Cybèle.

## Mythe
Marsyas était un Silène, dieu de la rivière Marsyas, un affluent du Méandre en Anatolie.
Pindare raconte comment la déesse Athéna, une fois inventé l'aulos, le jeta, ennuyée qu'il déforme son visage quand elle en joue.
Marsyas le ramassa, et commença à en jouer avec une telle grâce que tous les auditeurs furent captivés, déclarant qu'il avait plus de talent qu'Apollon lui-même.
Marsyas, très fier, ne les contredit pas, jusqu'à ce qu'un jour sa renommée parvienne à Apollon, qui le défia (selon d'autres versions ce fut Marsyas qui lança le défi).
Les Muses déclarèrent Apollon vainqueur. Pour punir Marsyas de sa démesure (ὓϐρις / hubris, fait d'avoir défié un dieu), Apollon le fait écorcher vif et cloue sa peau à un pin (l'arbre de la déesse). On évoquait encore l'exposition de la peau de Marsyas à l'époque historique, pendue dans une caverne au pied de l'acropole de Kelenès (Célènes) en Phrygie :

« [Les Perses] arrivèrent à Célènes, où sont les sources du Méandre, et celles d'une autre rivière qui n'est pas moins grande que le Méandre, et que l'on appelle Catarractès. Le Catarractès prend sa source dans la place publique même de Célènes, et se jette dans le Méandre. On voit dans la citadelle la peau du Silène Marsyas ; elle y fut suspendue par Apollon en forme d'outre, à ce que disent les Phrygiens, après que ce dieu l'eut écorché. »

— Hérodote (trad. Larcher), Histoires.
Platon fait également référence à la légende de Marsyas changé en outre dans l'Euthydème. Il le cite encore dans le Banquet, dans l'éloge de Socrate par Alcibiade, qui compare Socrate à Marsyas, tant par son physique que par sa capacité à subjuguer ses auditeurs par ses paroles, comme Marsyas le faisait en jouant de la flûte.
Pour avoir tranché en faveur de Marsyas, le roi Midas reçoit pour sa part une paire d'oreilles d'âne.
Un concours comparable eut lieu, selon Ovide, entre Apollon et Pan.

## Dans les arts plastiques

### Antiquité
Le concours entre Apollon et Marsyas, symbole de la lutte entre les influences apolliniennes et dionysiennes de l'homme, est un sujet favori des artistes antiques.

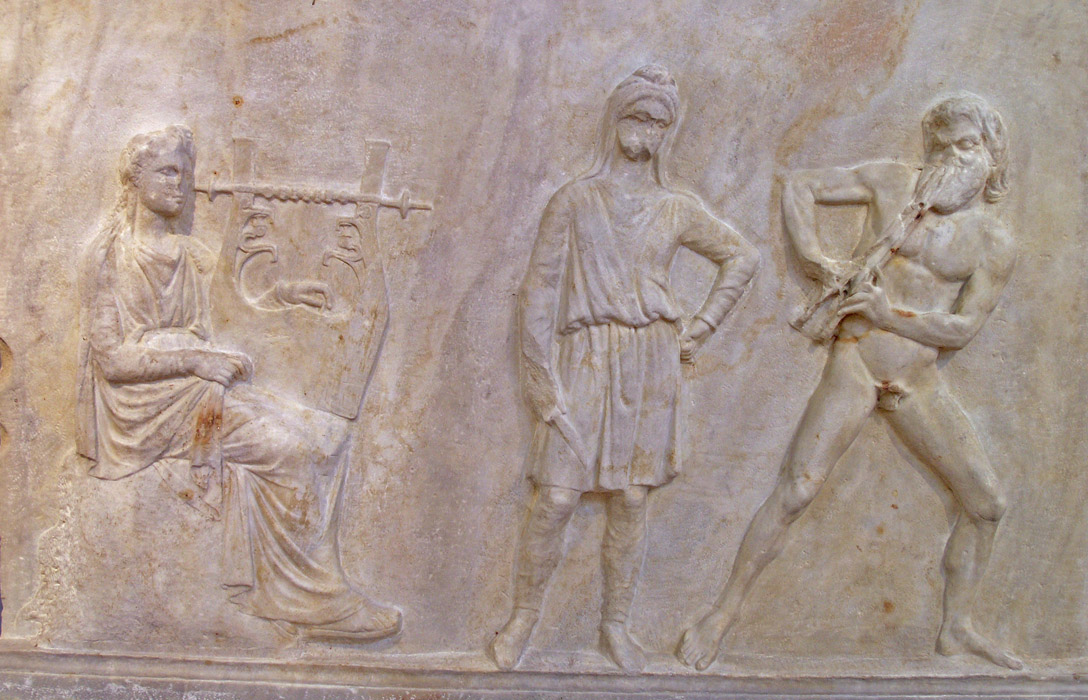
Le concours entre Apollon et Marsyas. Base de Mantinée, œuvre de l'atelier de Praxitèle, IVe siècle av. J.-C., musée national archéologique d'Athènes.
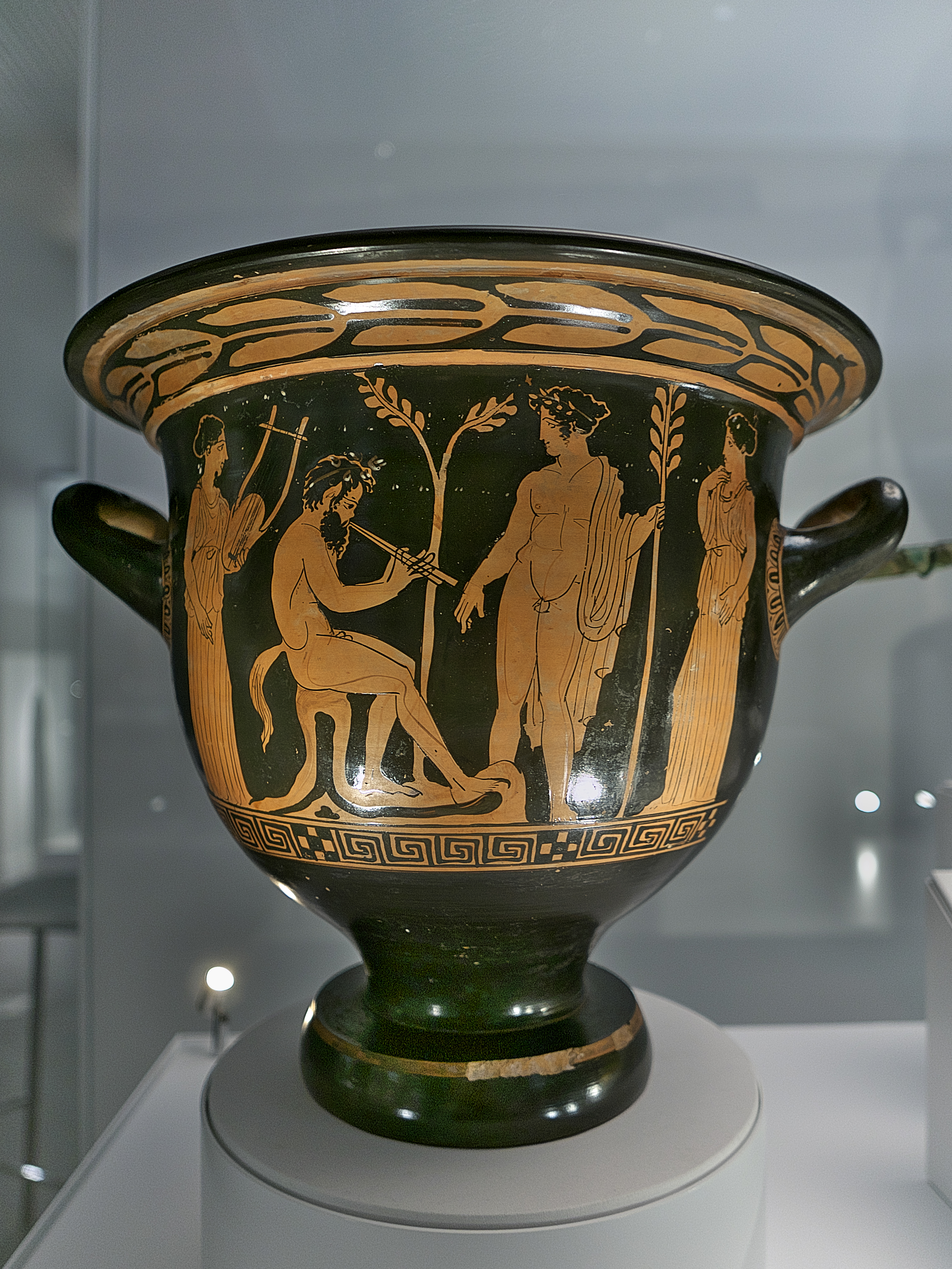
Apollon et Marsyas, cratère attribué au peintre de Pothos (vers 430-410 av.J.-C.), Londres, British Museum.
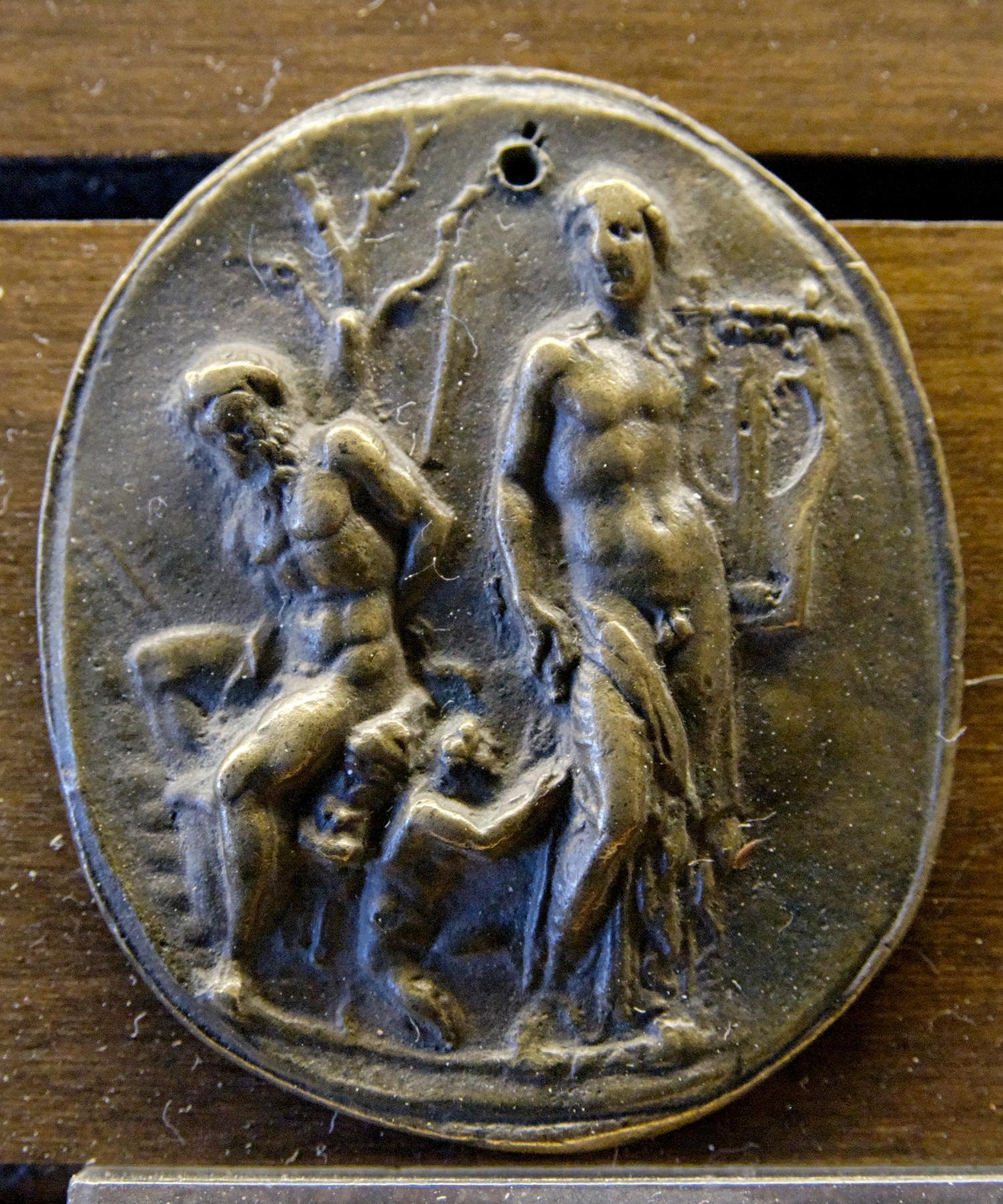
La mise à mort de Marsyas, musée des Beaux-Arts de Lyon.

### Époque moderne
Le mythe de Marsyas a également inspiré des artistes modernes :
- Lo scuoiamento di Marsia (« L'Écorchement de Marsyas »), un dessin à l'encre de Jules Romain (entre 1525 et 1535) ;
- Sfida tra Apollo e Marsia (« Le Défi entre Apollon et Marsyas »), une peinture à l'huile sur toile du Bronzino (vers 1531) ;
- Punizione di Marsia (« La Punition de Marsyas »), une peinture à l'huile sur toile du Titien (entre 1570 et 1576) ;
- Le Supplice de Marsyas (« Apollon et Marsyas ») de Johann Liss (vers 1627) ;
- Appolon écorchant Marsyas de Jusepe de Ribera (1637) conservé aux Musées royaux des Beaux-Arts de Belgique;
- Le Supplice de Marsyas  (« Apollon écorchant Marsyas ») de Giovanni Battista Zelotti ;
- Le Supplice de Marsyas de Cornelis Cornelisz van Haarlem ;
- Le Supplice de Marsyas avec la particularité de deux tableaux de  composition proche par Luca Giordano et par José de Ribera et exposés conjointement à Naples ;
- etc.

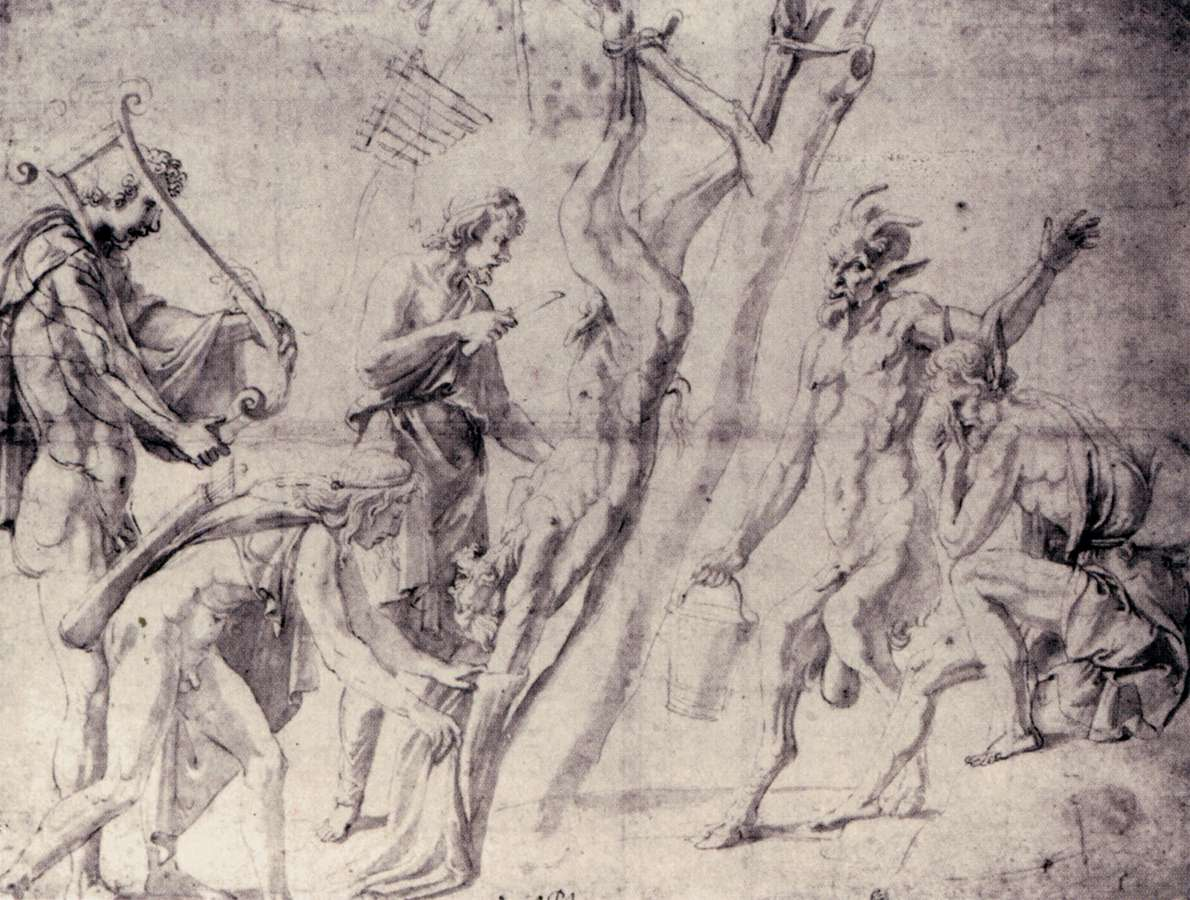
L'Écorchement de Marsyas, dessin à l'encre de Jules Romain (entre 1525 et 1535).
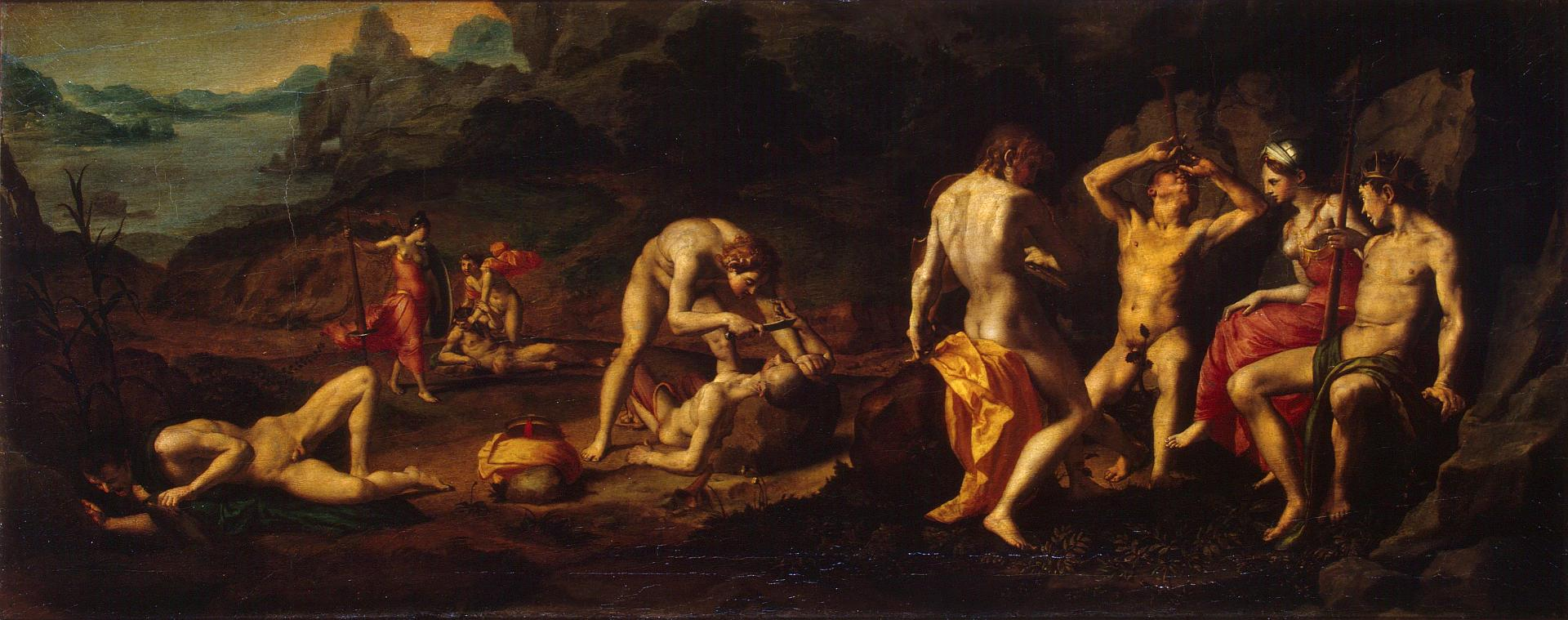
Le Défi entre Apollon et Marsyas, huile sur toile du Bronzino (vers 1531).
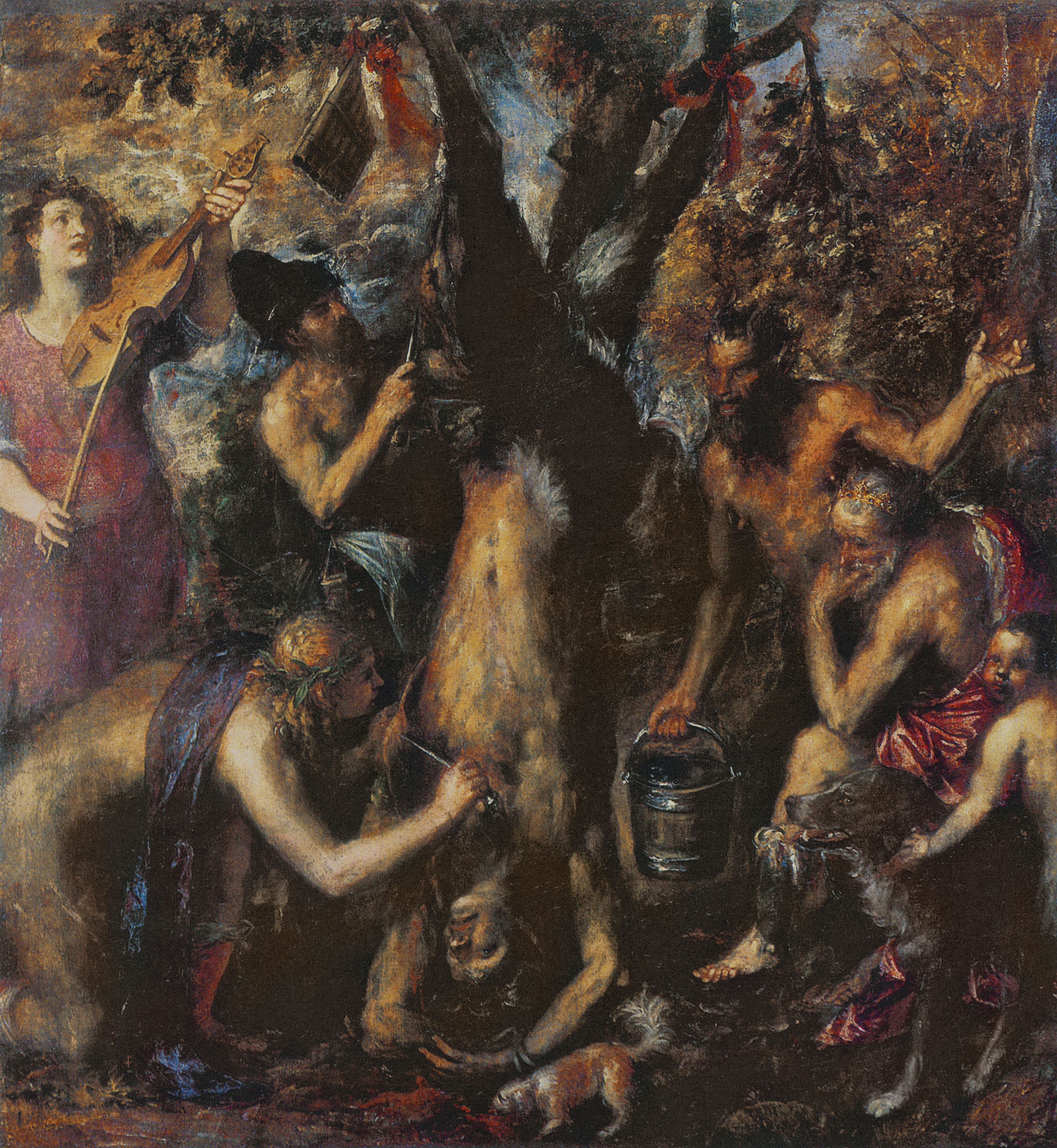
La Punition de Marsyas, huile sur toile du Titien (entre 1570 et 1576).
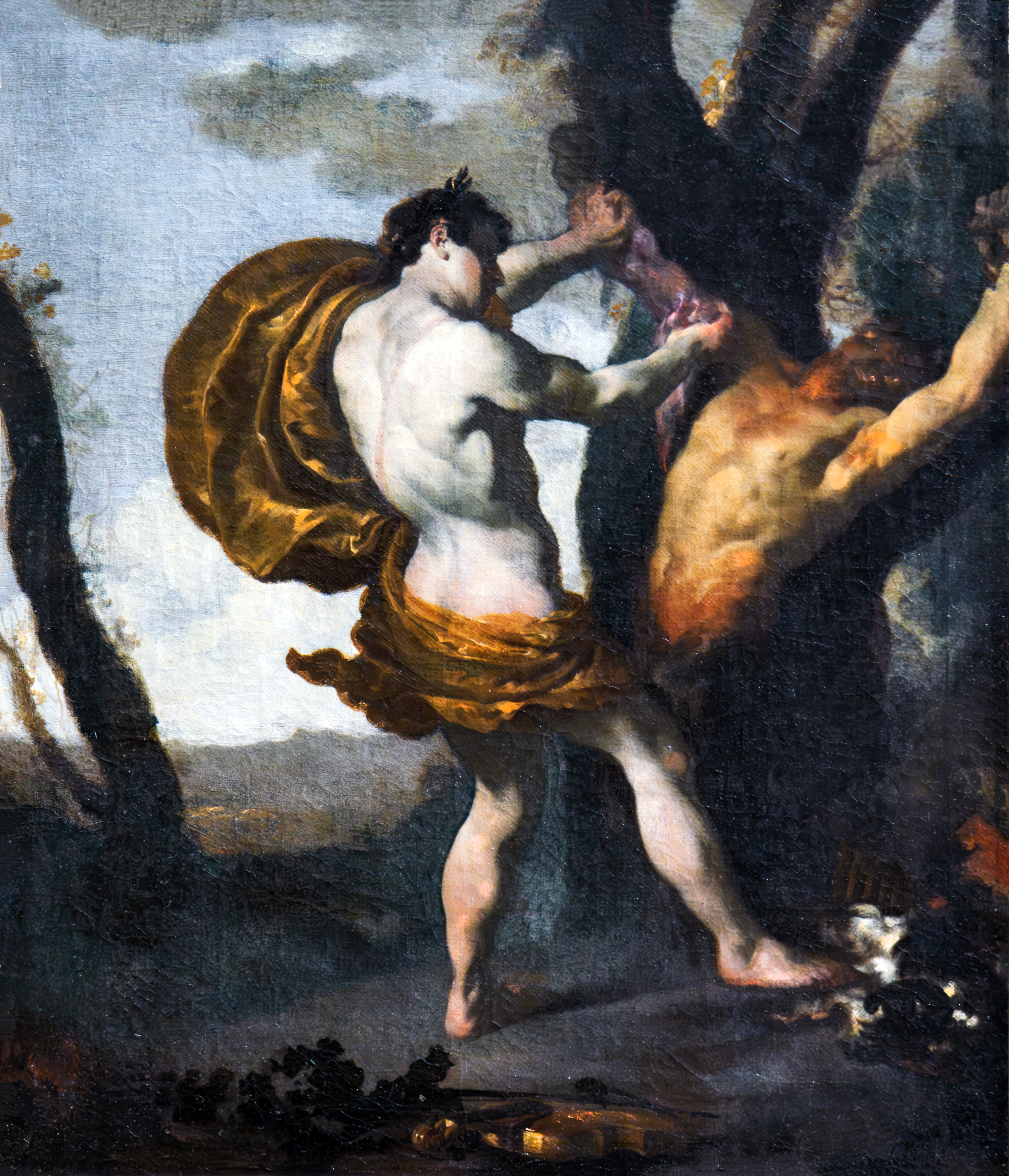
Apollon et Marsyas, huile sur toile de Johann Liss (vers 1627).
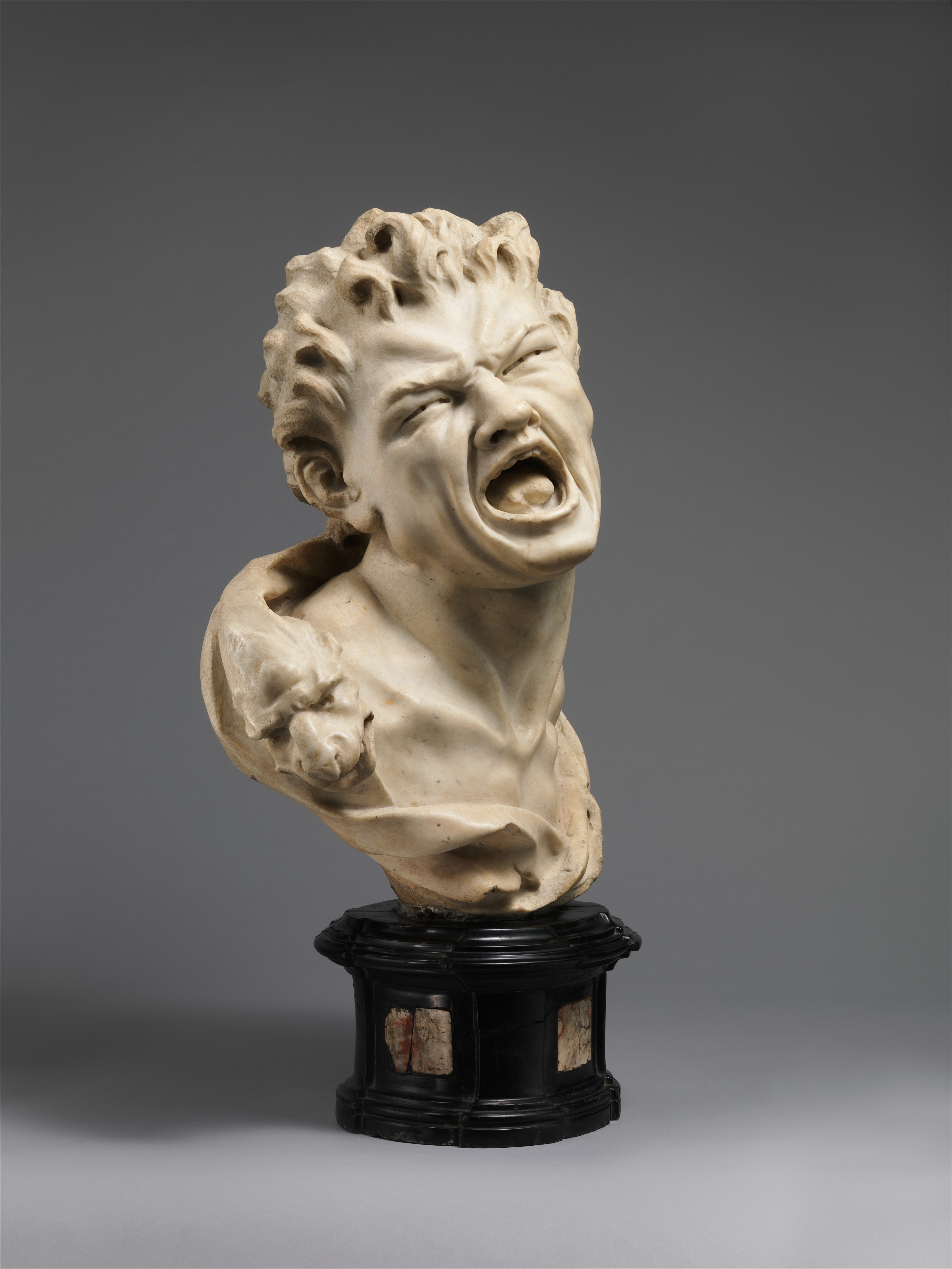
Marsyas, buste de Balthasar Permoser (vers 1682).
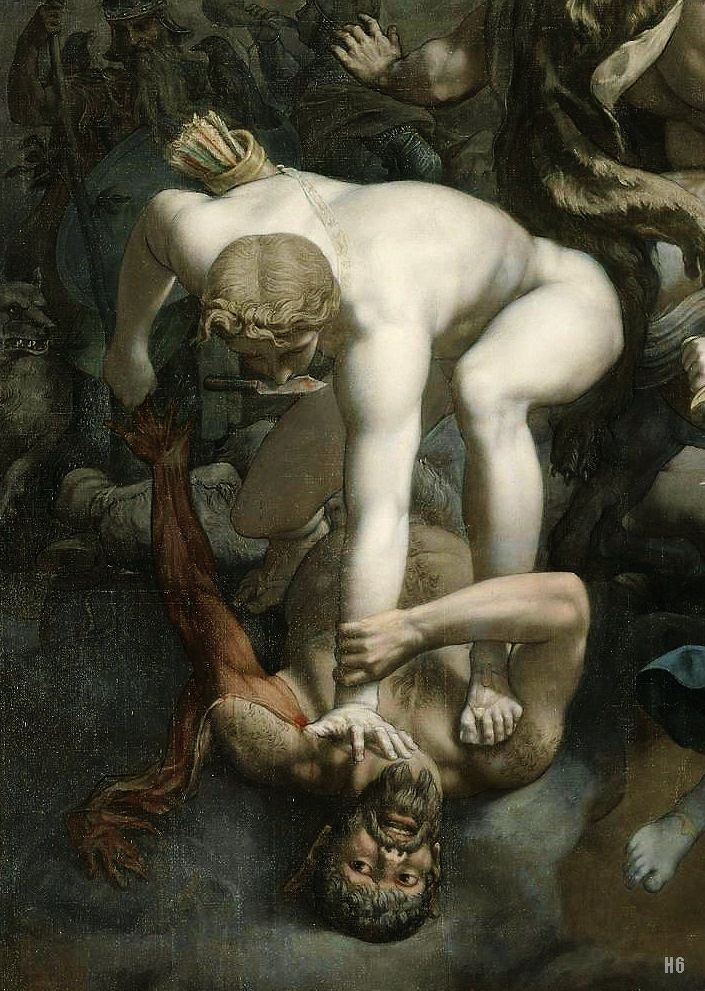
Marsyas terrassé par Apollon. Détail de la Divina Tragedia (1869), de Paul Chenavard.

## Postérité
L'astéroïde (343158) Marsyas, astéroïde Apollon sur une orbite rétrograde, porte son nom.